# أمورغوس
جزيرة أمورغوس هي أحد جزر كيكلادس اليونانية الموجودة في بحر إيجة. وهي تشكل مع مجموعة من الجزر الصغيرة بلدية «ديموس». توجد جميع تلك الجزر في الجزء الجنوبي من بحر إيجة، وتعتبر قريبة من تركيا. كان عدد سكان أمورغوس 1.973 فردا في عام 2011 . المقر الإداري لها يوجد في أمورغوس نفسها ويسمى أحيانا «كورا».

## جغرافيتها
الجزيرة جبلية مستطيلة يبلغ طولها نحو 35 كيلومتر وعرضها 8 كيلومتر، وتمتد الجبال عليها على طولها. بها طريق واحد مرصوف وعدد من شواطىء التصييف. بها نحو 40 فندقا صغيرا يسهل حجز غرف فيها لعدم الإزدحام.
يذهب إلى أمورغوس محبّو التجوال في الجبال، ويوجد على أحد مرتفعاتها دير كوزوفيوتيسا.

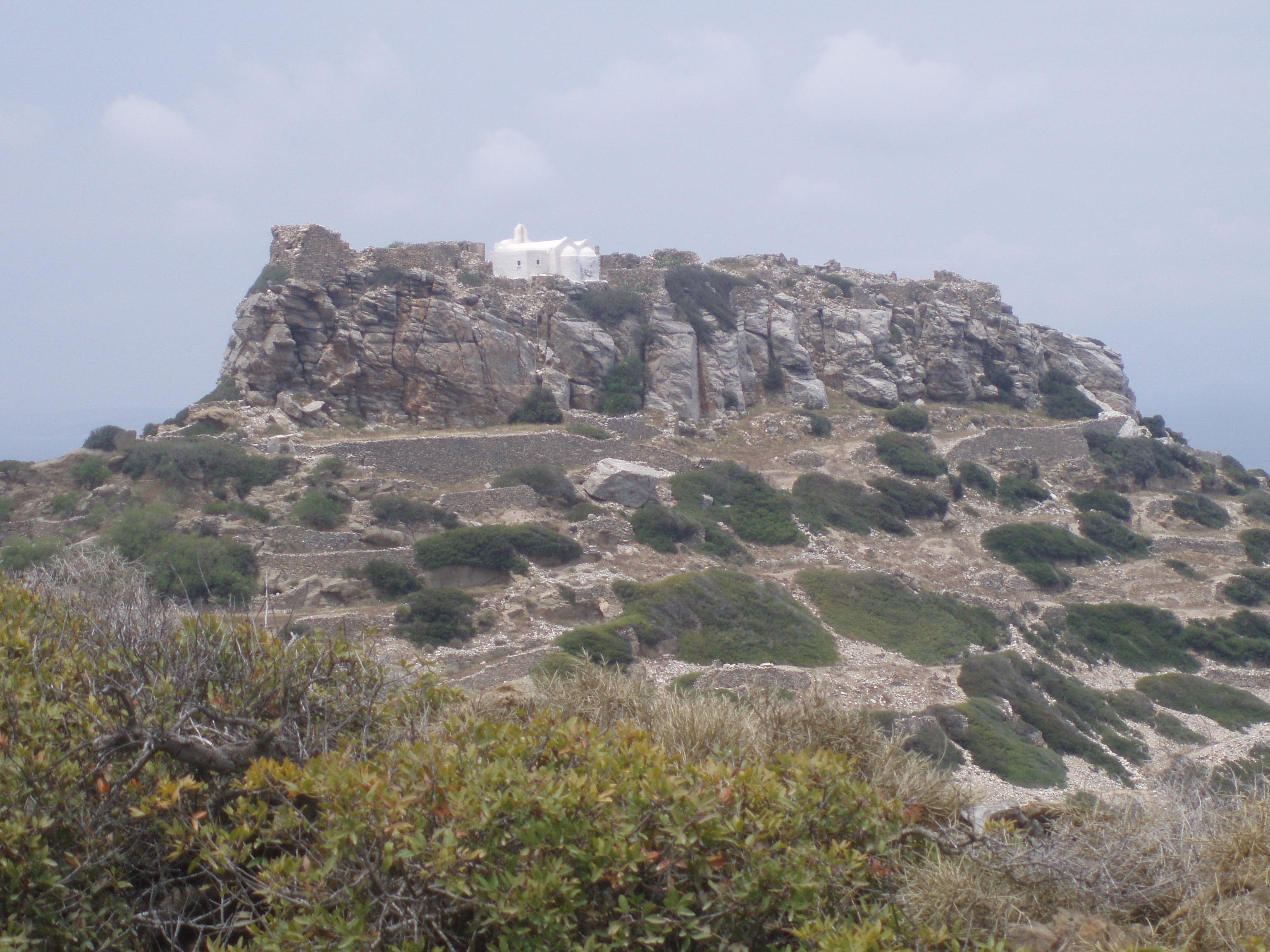
أكروبوليس جبل أركيسيني

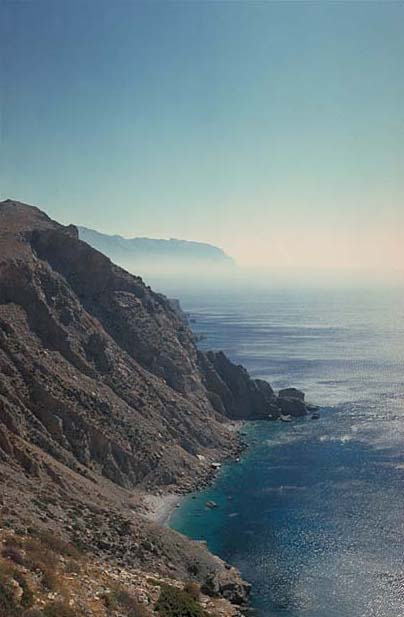
الساحل العالي عند أمورغوس (1987)

## المعالم السياحية

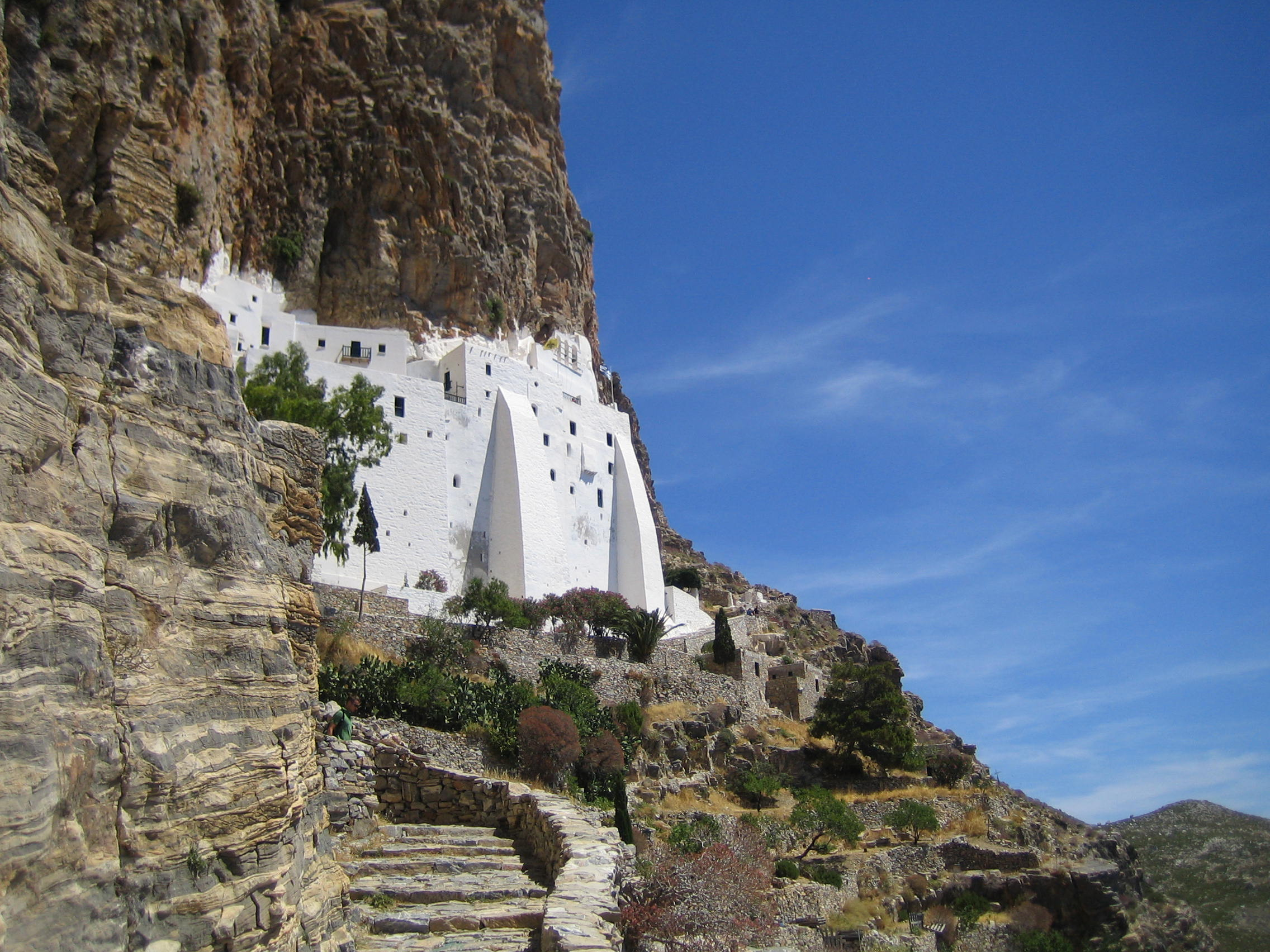
دير باناجيا تشوزوفيوتيسا

يُعد دير باناجيا كوزوفيوتيسا (باليونانية: Παναγία Χοζοβιώτισσα) الصخري، أبرز معالم أمورغوس، ويقع على المنحدر الحاد لقمة بروفيتيس إلياس  على ارتفاع 300 متر فوق مستوى سطح البحر. ويُعتبر من أكثر الأديرة تميزًا من الناحية المعمارية في بحر إيجة، وغالبًا ما يُقارن بأديرة ميتيورا.
يُقال إن الدير تأسس على يد رهبان من فلسطين في بداية القرن التاسع. وتربطه الأسطورة بحملة تحطيم الأيقونات البيزنطية: إذ يُقال إن امرأة متدينة من تشوزوفو في فلسطين ألقت أيقونة في البحر لإنقاذها من الدمار. يُقال أن أيقونة العذراء مريم - التي سُميت باناجيا تشوزوفيوتيسا نسبةً إلى موطنها الأصلي - جرفتها الأمواج إلى خليج أجيا آنا في أمورغوس. دُمر الدير، المبني على المنحدر الصخري المطل على الخليج، على يد القراصنة، ثم أعاد الإمبراطور ألكسيوس الأول كومنينوس تأسيسه في القرن الحادي عشر؛ ويُذكر أن عام إعادة تأسيسه هو 1088.
لا يزال الدير يحتفظ بمخطوطات ورقية تعود إلى القرنين الحادي عشر والثالث عشر. حتى القرن التاسع عشر، كان دير تشوزوفيوتيسا من أغنى الأديرة في اليونان؛ إلا أن الدولة اليونانية صادرت الأرض عام 1952 ونقلتها إلى المجتمعات المحلية.
في تسعينيات القرن العشرين  اكتسب الدير شهرة سينمائية من خلال فيلم لوك بيسون "الأزرق الكبير"، الذي صُوّر معظمه في أمورغوس.
من عام 1966 إلى عام 1977، بنى يانيس زيناكيس منزلًا للعطلات لابنته وزوج ابنته على الجزيرة، فيلا ماش، التي سُميت على اسم "فرانسوا برنارد ماش". يُعد المبنى العضوي أحد الإنجازات القليلة للمهندس المعماري، الذي اشتهر كملحن، ويمثل تفسيرًا خاصًا للهندسة المعمارية السيكلادية

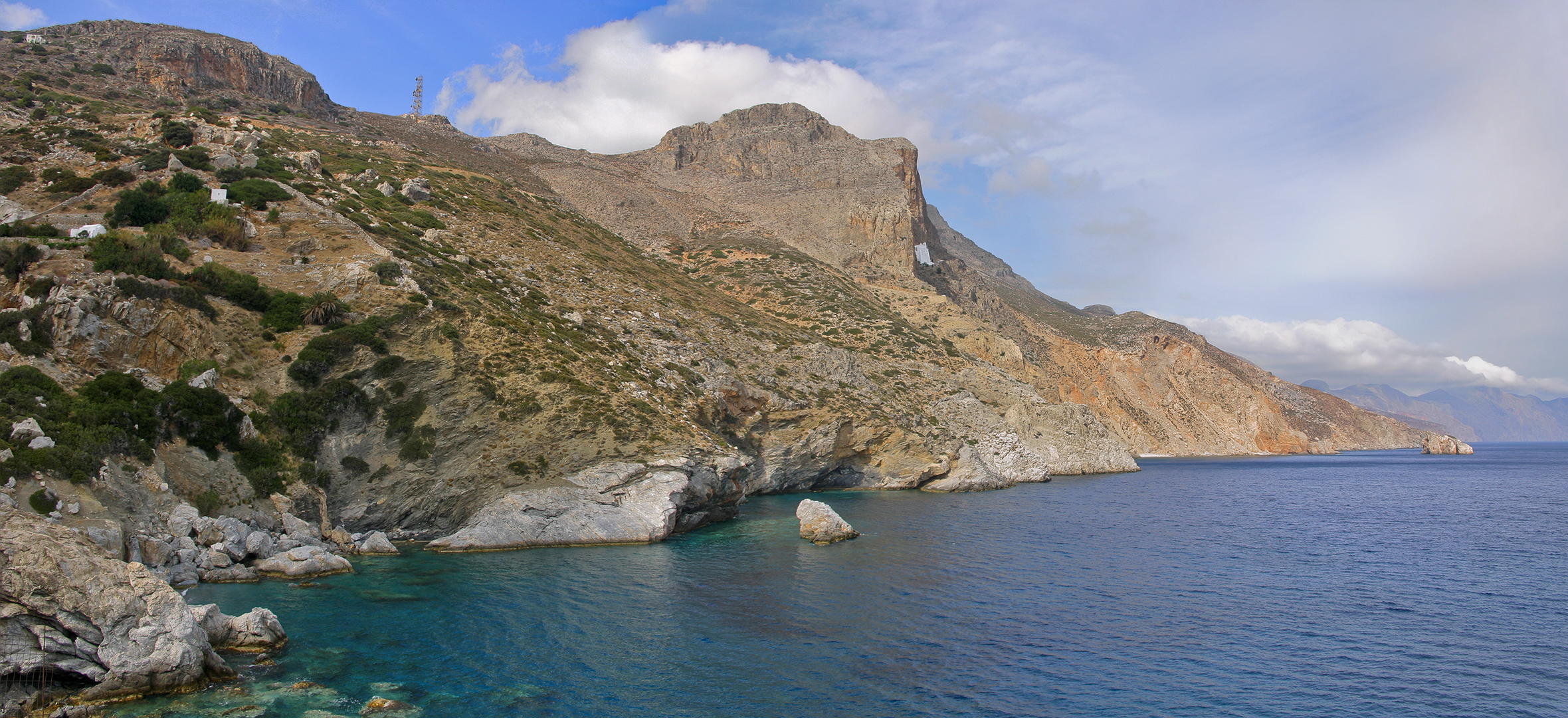
الساحل الشرقي العالي وعليه دير باناجيا تشوزوفيوتيسا.

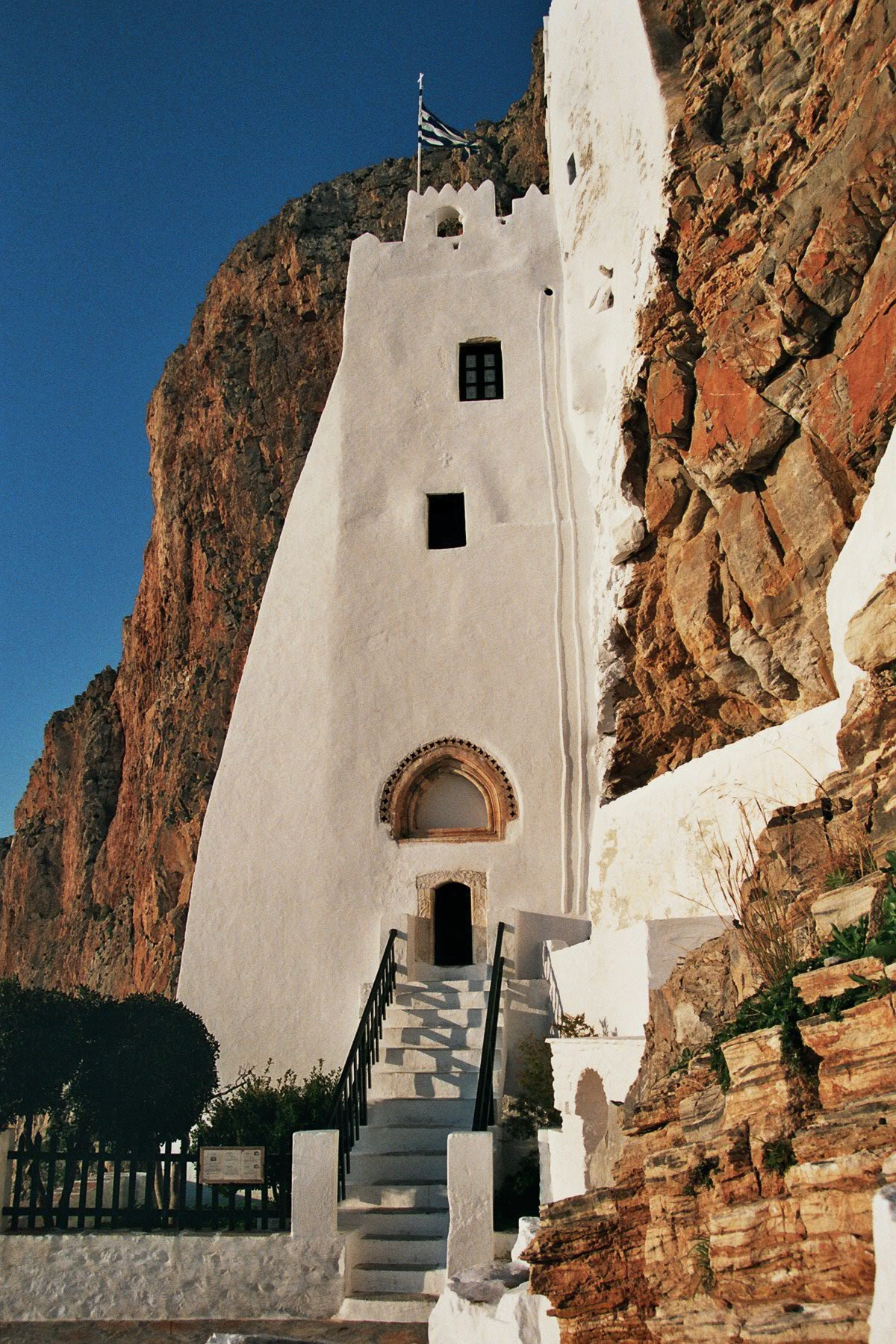
مدخل الدير (2006)

## اقرأ أيضا
- ميتيورا
- كيكلادس
- إيثاكا
- دير روسانو